# Замок Нагоя
Замок Нагоя (яп. 名古屋城, なごやじょう, Нагоя дзьо) — замок у місті Нагоя, префектури Айті, Японія. Популярні назви — «Золотий замок» або «Замок золотих сяті».
Збудований у 1612 році як головний замок оварійської гілки сьоґунського роду Токуґава. До 1871 року слугував політично-адміністративним центром Оварі-хану. У 1872–1930 роках знаходився під відомом уряду Японської імперії, після чого перейшов у власність міста Нагої. До 1945 року належав до Національних скарбів Японії, однак був зруйнований авіацією США під час Другої світової війни. Частково відбудований у 1959 році на пожертви мешканців міста Нагоя.
Сьогодні служить як музей і символ Нагої. Зарахований до національних історичних пам'яток Японії.

## Історія

### Доба міжусобиць
Замок Нагоя завдячує своїм походженням фортеці «Вербовий двір» — ЯНагі-но-мару. У 1-й половині 16 століття її звів володар східної провінції Суруґа, Імаґава Удзітіка, як форпост у західній провінції Оварі. Вважається, що ця фортеця знаходилась на території другого двору сучасного Нагойського замку. 1532 року її захопив оварійський володар Ода Нобухіде і перейменував на замок Нагоя.
Декілька років цей замок служив резиденцією Нобухіде, проте згодом він передав його 5-літньому синові, Оді Нобуназі. Останній перебував у ньому до 1555 року, до переносу своєї ставки у сусідній замок Кійосу. Після цього Нагойська фортеця була закинута і тривалий час пустувала.

### Період Едо

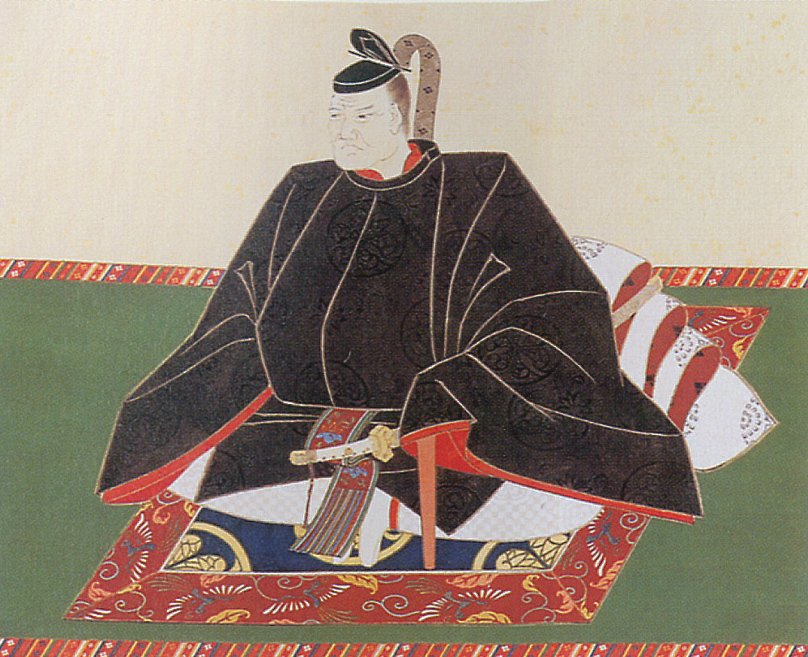
Токуґава Йосінао — перший господар Нагойського замку, патріарх оварійських Токуґава

Історично роль центру провінції Оварі відігравало Кійосу, проте через зміну політичної обстановки після битви при Секіґахара та незахищеність Кійосу від повеней, 1609 року новий сьоґун Японії Токуґава Іеясу вирішив перенести центр оварійських володіньу до Нагої, звелівши звести в ній замок. 1610 року політично неблагонадійні західнояпонські володарі отримали урядовий наказ і приступили до будівництва Нагойського замку.
Відповідальними за будівництво було призначено п'ятеро, а керівниками робіт — дев'ятеро сановників. Розміткою території займався Макіно Сукеуемон. Кам'яні стіни замку зводили ремісничі групи різних вельмож, а кам'яний фундамент головної башти споруджували за проектом Като Кійомаси, найдосвідченішого володаря у замковому будівництві. Зведенням самої башти керував Коборі Масакадзу, а теслярні роботи виконувала група ремісників під головуванням Накаї Масакійо. На 1612 рік практично вся п'ятиповерхова головна башта, основний символ замку, була готова.
Під час будівництва відбувся перехід населення з Кійосу до Нагої. Він тривав з 1612 року, коли розпочалось будівництво призамкового містечка та роздача земельних наділів, до 1616 року, коли в замок в'їхав новий господар Токуґава Йосінао, патріарх роду оварійських Токуґава. Цей послідовний перехід отримав назву «кійоського переселення», в результаті якого Нагої переобралася велика кількість самураїв, міщан та купців. До міста також перенесли 3 синтоїстські святилища, 110 буддистських храмів і малу башту Кійоського замку.
Нагойський замок мав помпезний вигляд. Золоті обереги сятіхоко виблискували на даху п'ятиярусної головної башти і виднілися за десятки кілометрів від Нагої. Замок мав п'ять основних обширних дворів, в головному з яких знаходився розкішний палац для оварійського володаря та прийому сьоґунів. У 1634 році, після відвідин Нагої 3-м сьоґуном Токуґавою Іеміцу під час його поїздки до Кіото, у другому дворі замку звели великий палац, в якому найвищий військовий лідер країни міг би зупинятися на майбутнє. Там само, у другому дворі розміщувався найбільший за тогочасними мірками японський сад — головне місце відпочинку правителів Нагої.

### Новий час

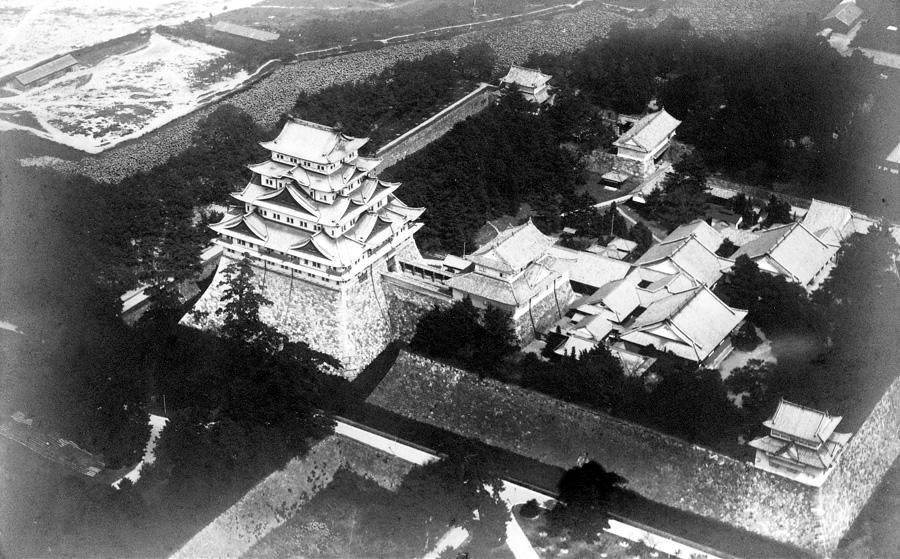
Нагойський замок, національний скарб Японії перед варварським знищенням 1945 року.

Після ліквідації сьоґунату Токуґава та реставрації прямого імператорського правління 1868 року, Токуґава Йосікацу, 14-й правитель Оварі-хану і господар Нагойського замку, запропонував новому уряду зруйнувати цей замок, а золоті сяті передати державній скарбниці. Проте німецький посол Макс фон Брант та полковник японської армії Накамура Сіґео подали скаргу, завдяки якій голова військового міністерства Японії Ямаґата Арітомо вирішив зберегти частину замку, залишивши недоторканими його головну башту і основний двір.
З 1872 року на території замкових дворів, окрім головного, розквартировувася третій відділ Токійського гарнізону, який у 1873 році був переформований у Нагойський гарнізон, а з 1888 року став називатися 3-ю дивізією Імперської армії Японії. Головний штаб цієї дивізії розміщувався у замку до 1945 року.
1891 року Нагою вразив сильний землетрус Міно-Оварі, в результаті якого постраждав головний двір Нагойського замку: вівденно-західна кутова башта та башта Тамон розвалились, а головна башта і палац зазнали серйозних пошкоджень. У 1893 році цей двір перейшов від військового міністерства під контроль міністерства Імператорського дому і отримав назву Нагойської Імператорської вілли. 1930 року статус вілли було скасовано і замок передали місту Нагоя.
Місцева влада відкрила його для публічного огляду як віллу, подаровану Імператором Японії мешканцям Нагої, і домоглася занесення старовинних будівель і кольорових настінних розписів споруди до реєстру Національних скарбів країни. На жаль ці цінності — палац основного двору, головна башта, північно-східна кутова башта, головні ворота — згоріли у пожежі 1945 року, що була спричинена цільовим бомбардуванням замку авіацією США наприкінці Другої світової війни.

### Новітня епоха
Після війни рештки замку, за винятком третього двору були перетворені на парк «Нагойський замок». В ньому збереглися неушкодженими три башти і троє воріт, а також частина володарського саду другого двору. Також, практично весь фундамент замку, разом з ровами, балками та основами воріт залишилися у відносно гарному стані.
1959 року головна башта Нагойського замку була відреставрована на пожертви громадських організацій та мешканців Нагої. Вона стала черговим символом міста, включно з золотими сяті. Від часу завершення реставраційних робіт башта працює як музей.
Після відбудови головної башти планувалося відновити палац головного двору замку, але наприкінці 1980-х років японська економіка перебувала в кризі і грошові надходження не поступали. У 2002 році громадська організація «Форум палацу головного двору», заснована у травні 1994 року, відновила збір коштів та пожертв. Через 5 років Агенція у справах культури при Міністерстві спорту, освіти та культури Японії дала дозвіл на реставрацію палацу. Роботи з його відновлення почались у 2008 році. Їх планується закінчити 2022 року. На 2010 рік реставратори мають намір відновити коридорну частину палацу, а також фрески.
Для підвищення популярності замку Нагоя в Японії і закордоном, 6 квітня 2006 року його було внесено до списку сотні найкращих японських замків.

Сучасний вигляд відреставрованої головної башти Нагойського замку.